# Prichard (Alabama)
Prichard é uma cidade localizada no estado americano de Alabama, no Condado de Mobile.

## Demografia
Segundo o censo americano de 2000, a sua população era de 28.633 habitantes.
Em 2006, foi estimada uma população de 28.151, um decréscimo de 482 (-1.7%).

## Geografia
De acordo com o United States Census Bureau, a localidade tem uma área de 66,0 km², dos quais 65,8 km² cobertos por terra e 0,2 km² cobertos por água.

## Localidades na vizinhança
O diagrama seguinte representa as localidades num raio de 24 km ao redor de Prichard.